# 小行星6000
小行星6000（6000 United Nations）是一颗围绕太阳公转的小行星。1987年10月27日，波爾·延森在霍尔拜克发现了此天体。
这颗小行星的绝对星等为316.29847等。